# Adoretus tonkinensis
Adoretus tonkinensis är en skalbaggsart som beskrevs av Ohaus 1914. Adoretus tonkinensis ingår i släktet Adoretus och familjen Rutelidae. Inga underarter finns listade i Catalogue of Life.